# Rogaining

Orienteringssymbol

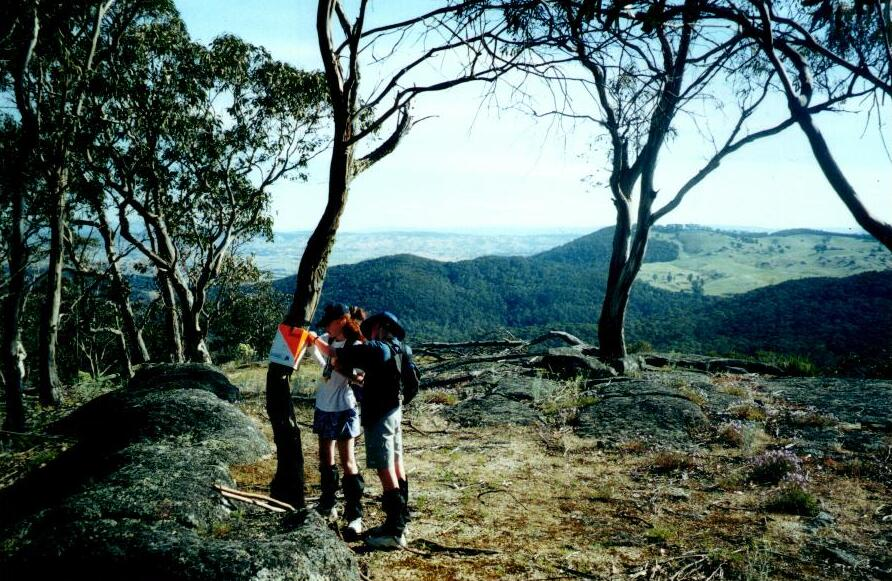

Rogaining är långdistanspoängorientering med deltagande patruller på 2-5 personer. Patrullerna ska under tävlingstid (ursprungligen 24 timmar) besöka så många kontroller som möjligt i vilken ordning man vill. Varje kontroll är poängsatt beroende på till exempel avstånd, teknisk svårighet och kupering. Det finns även kortare tävlingstid, 6-12 timmar.
Tävlingscentrum kallas "hash house". Det är tillåtet att under tävlingen besöka hash house, för till exempel mat och vila. 
Rogaining skapades under tidigt 1970-tal i Australien.  Där hade man under lång tid utfört 24-timmars vandringar som med tiden utvecklats till sporten.
Sporten utövas förutom i Australien även i Nya Zeeland och USA. I Europa är de Baltiska staterna, Ryssland och Tjeckien stora utövare. Även i Finland är sporten stor.

## Etymologi
Ordet Rogaine formades av delar av namnen på initiativtagarna till sporten: ROd, GAIl och NEil.
En alternativ förklaring till namnet är att det utgör en backronym för "Rugged Outdoor Group Activity Involving Navigation and Endurance".